# Niphopelta imperialis
Niphopelta imperialis is een keversoort uit de familie somberkevers (Zopheridae). De wetenschappelijke naam van de soort werd in 1882 gepubliceerd door Edmund Reitter.